# Bassa de les Granotes
La Bassa de les Granotes o Bassa des Granotes és un petit llac que es troba en el terme municipal d'Espot (Pallars Sobirà), excepte l'extrem occidental que es troba ja dins el terme municipal de la Vall de Boí (Alta Ribagorça), i tot dins del Parc Nacional d'Aigüestortes i Estany de Sant Maurici.	

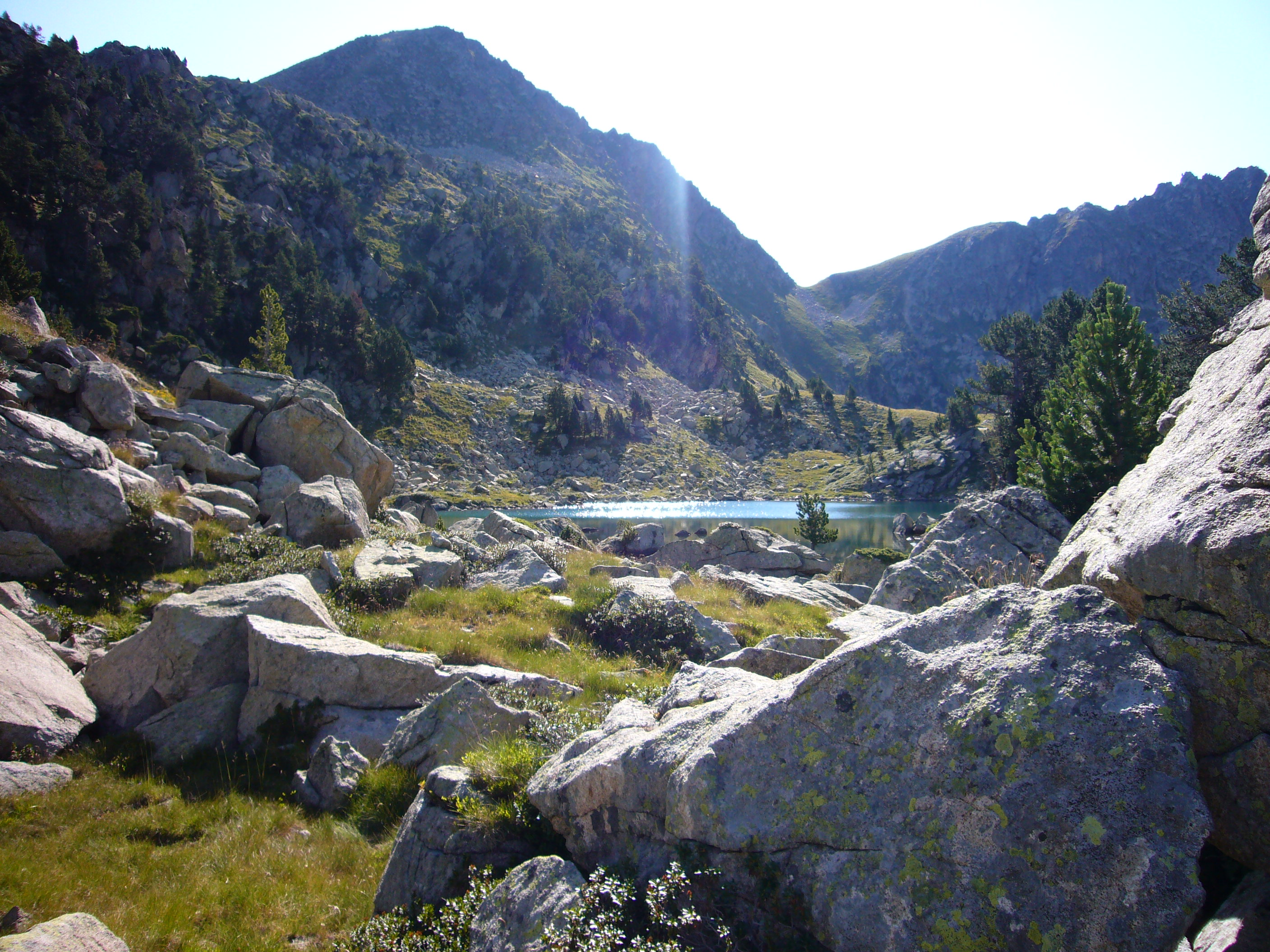
Bassa de les Granotes

El llac, d'origen glacial, està situat a 2.324 metres d'altitud, a la part alta de la riba dreta del Barranc de Peixerani, a peus de l'extrem sud-occidental del Portarró d'Espot; desaigua pel seu extrem occidental al barranc.

## Rutes[2]
Dues són les principals que surten des de l'Estany Llong de la Vall de Sant Nicolau:
- La més directa: que ressegueix el Barranc de Peixerani direcció est i travessa el Pletiu d'Erdo.
- La que aprofita el camí que puja al Portarró d'Espot: que abandona a mig camí direcció sud-est, un cop arribats a l'altitud de l'estany.